# Йоганн Генріх фон Медлер
Йоганн Генріх фон Медлер (нім. Johann Heinrich von Mädler, нар. 29 травня 1794 — пом. 14 березня 1874) — німецький астроном. Відомий у першу чергу як автор проекту найточнішого календаря й укладач мап Місяця, найкращих протягом кількох десятиліть. Термін «фотографія» також уперше запропонував Медлер у 1839 році.

## Життєпис і наукова діяльність
Народився в Берліні, вже в гімназії виявив хист до науки. Коли Йоганну було 19 років (1813-го), його батьки стали жертвами епідемії тифу, і юнакові довелося самому заробляти на життя та освіту для себе й трьох молодших сестер. Тільки в 1818-му Медлер закінчив гімназію і вступив до Берлінського університету, де вивчав астрономію (під керівництвом Й. Е. Боде і Й. Ф. Енке) і математику.
У 1824 році Медлер познайомився з банкіром і астрономом-аматором Вільгельмом Бером (Wilhelm Beer). У 1829 році Бер побудував біля своєї вілли приватну обсерваторію і запросив Медлера працювати разом з ним. Обсерваторія була обладнана 95-міліметровим телескопом-рефрактором, який спорудив Йозеф Фраунгофер. Спочатку вони зробили ряд малюнків Марса, склали першу, ще недосконалу мапу цієї планети й визначили довжину марсіанських діб з точністю до 13 секунд (пізніше, в 1837 році, вони поліпшили точність до 1,1 сек). Запропонована ними координатна сітка для Марса збереглася до наших днів.
Далі Медлер і Бер зайнялися укладанням першої детальної мапи Місяця (Mappa Selenographica), опублікованої ними в чотирьох томах (1834-1836). Ця мапа й розгорнений опис місячної поверхні, видані ними в 1837 році (Der Mond), протягом кількох десятиріч були найкращими, і тільки в 1870-х роках цей осяг перекрила мапа Йоганна Шмідта. У ці роки Медлер завоював репутацію одного з найвидатніших астрономів Європи, захистив докторську дисертацію і став професором Берлінського університету.
У 1836 році Й. Ф. Енке запросив Медлера на роботу в Берлінську обсерваторію, яка придбала 240-міліметровий рефрактор. За 4 роки Медлер прийняв запрошення обійняти посаду директора Дерптської обсерваторії, яка звільнилася після переходу В. Я. Струве до Пулковської обсерваторії. Він також став професором Дерптського університету. Незадовго до від'їзду (1840) Медлер одружився з Вільгельміною фон Вітте ((нім. Wilhelmine von Witte).
У Дерпті Медлер здійснював астрономічні й метеорологічні спостереження; дослідженням планет в Дерпті сильно заважала майже постійна хмарність. Зробив дві експедиції для спостереження повного сонячного затемнення.
Медлер оприлюднив винятково точну для того часу оцінку тривалості року, після чого (1864) запропонував російському уряду замінити неточний юліанський календар, в якому помилка в один день накопичується кожні 128 років, на новий, де помилка в добу накопичується тільки за 100000 років. У календарі Медлера замість циклу «один переступний рік кожні 4 роки» пропонувався цикл зі 128 років, який містить 31 переступний і 97 звичайних років. Однак ані російський уряд, ані уряди інших країн не виявили інтересу до проекту надточного календаря.
Був активним популяризатором астрономії. У 1841 році вийшла у світ його «Популярна астрономія», яка багато разів потім перевидавалася.
У 1865 році у зв'язку з хворобою очей Медлер вийшов у відставку і повернувся до Німеччини. У 1873 році опублікований його двотомник «Історія астрономії».
На честь вченого названо кратери на Місяці і на Марсі.

## Праці
- Der Wunderbau des Weltalls oder populäre Astronomie. Berlin: 1841 (8. Aufl. 1865).
- Beobachtungen der Sternwarte zu Dorpat. Bd. 9-16. Dorpat: 1842—1866
- Die Centralsonne. Dorpat: 1846
- Untersuchungen über die Fixsternsysteme. 2 Bde. Mitau: 1847—1848
- Beiträge zur Fixsternkunde. Haarlem: 1855
- Die Eigenbewegungen der Fixtsterne. Dorpat: 1856
- Der Fixsternhimmel. Leipzig: 1858
- Reden und Abhandlungen über Gegenstände der Himmelskunde. Berlin: 1870
- Geschichte der Himmelskunde. 2 Bde. Braunschweig: 1872—1873

Російською мовою
- Медлер И. Г. Полное солнечное затмение 16/28 июля 1851 года. Дерпт, 1850.
- Медлер И. Г. Краткая астрономия. СПб, 1862.